# ورزشگاه شهر نخجوان
ورزشگاه شهر نخجوان (به لاتین: Nakhchivan City Stadium) یک ورزشگاه در جمهوری آذربایجان است که در نخجوان واقع شده‌است. این ورزشگاه ۱۲٬۸۰۰ نفر گنجایش دارد.